# Genoveva Dieterich
Genoveva Dieterich Arenas (Madrid, 1941) es una traductora y escritora alemana.

## Biografía
Hija del periodista e hispanista alemán Anton Dieterich y de Genoveva Arenas Carabantes, licenciada en Filosofía y letras. Fue al Colegio Alemán de Madrid y estudió Filología románica y germánica, Historia del arte y Ciencias del teatro en las universidades de Colonia, Múnich y Madrid. Es licenciada en Filología románica por la Universidad Complutense. Desde 1973 colaboradora regular de periódicos de lengua alemana sobre temas de la actualidad cultural española. Ensayista en revistas especializadas alemanas (Theater Heute, Merian, Humboldt) y españolas (Revista de Occidente, Cuadernos del Norte, Primer Acto, Libros) ha publicado también en prensa española (El País). A lo largo de su vida profesional ha destacado como traductora de autores alemanes al español y de autores españoles al alemán para editoriales españolas y alemanas.

## Libros
- Pequeño diccionario del teatro mundial, Istmo, Madrid 1974, reed. con el título Diccionario del teatro, Alianza Editorial, Madrid 1995 y 2007
- Andalusien, Umschau Verlag, Frankfurt 1977
- Madrid, Baedeker, Stuttgart 1982.

## Ensayos (selección)
- «Lo romántico y lo moderno en Larra», en Revista de Occidente, año V, 2.ª época, n.º 50, Madrid 1967
- «¿Por qué Max Frisch?», en Primer Acto, n.º 111, Madrid 1969
- «F. Scott Fitzgerald y el cine», en Cuadernos del Norte, I/4, Oviedo 1980
- «Un personaje de novela», relato, en Cuadernos del Norte, IV/22, Oviedo 1983
- «Poesía española de hoy», en Humboldt, 91, Bonn 1987
- «Heinrich von Kleist, un hombre de su tiempo», en Primer Acto, n.º 236, Madrid 1991.

## Traducciones (selección)
- Bajo las ruedas, Hermann Hesse, Alianza, Madrid 1967
- Demian, Hermann Hesse, Alianza, Madrid 1968
- Biografía, Max Frisch, obra de teatro dirigida por Adolfo Marsillach en Barcelona (Teatro Moratín) y Madrid (Teatro Español) en 1969, publicada en Primer Acto, 111, Madrid 1969
- Geschichte Spaniens, Vicens Vives, Kohlhammer, Stuttgart 1969
- Picasso. Das Jugendwerk eines Genies, Juan E. Cirlot, DuMont, Colonia 1972
- De lo espiritual en el arte, Vasili Kandinski, Barral, Barcelona 1973
- El encuentro en Telgte, Günter Grass, Alfaguara, Madrid 1981
- La dedicatoria, Botho Strauss, Alfaguara, Madrid 1984
- El muro, Marlen Haushofer, Siruela, Madrid 1994
- Aurora, Friedrich Nietzsche, Alba, Barcelona 1999
- Apuntes. 1973-1984, Elias Canetti, Galaxia Gutenberg, Barcelona 2000
- Sueños olvidados, Stefan Zweig, Alba, Barcelona 2000
- La adúltera, Theodor Fontane, Alba, Barcelona 2001
- Ensayos sobre música, teatro y literatura, Thomas Mann, Alba, Barcelona 2002
- Escritos sobre teatro, Bertolt Brecht, Alba 2004
- Cambio de rumbo, Klaus Mann, Alba 2007.